# Ulsan
La Ciutat Metropolitana d'Ulsan (coreà/hangul = 울산 광역시 / hanja = 蔚山 广域 市), també coneguda com a Ulsan (coreà/hangul = 울산 / hanja = 蔚山), és una ciutat de Corea del Sud, situada a la costa sud-est del país, 70 km al nord de Busan. Actualment constitueix una Àrea Metropolitana.
Ulsan té prop d'1,1 milions d'habitants i una superfície de 1056,7 km².
La ciutat va ser en el passat un important centre pesquer. Actualment és el centre de la principal regió industrial del país, que inclou la seu del grup multinacional Hyundai. Durant el domini japonès es va denominar Urus (ウルサン). Va ser seu de la Copa del Món de Futbol Sub-17 de 2007.

## Ciutats agermanades
- Hagi, Yamaguchi, Japó (1968)
- Hualien, República de la Xina (1981)
- Portland, Estats Units (1987)
- Changchun, Xina (1994)
- Esmirna, Turquia (2002)
- Santos, Brasil (2002)
- Khánh Hòa, Vietnam (2002)
- Tomsk, Rússia (2003)